# 十市氏
十市氏（とおちし、とうちし、といちし）は、日本の氏族のひとつ。

## 大和十市氏
大和国十市郡十市（現在の奈良県橿原市十市町）を本拠とした国人で、興福寺大乗院方の国民。
『延喜式』民部上に「トヲチ」の訓みが載るが、文和2年（1353年）には「トイチ」の訓みが見られ、これ以降は十市（といち）氏を称していたと考えられる。
出自については、十市氏は中原氏を自称しており（『群書類従』所収「十市遠忠自歌集」）、中原姓を賜った十市宿禰有象の系譜を引くともいわれるが、確かなことは不明。他にも物部氏族説（『五郡神社記』）、藤原姓説（「和州十市城主氏姓伝」）がある。

### 沿革
十市氏の初見は南北朝期の正平2年/貞和3年（1347年）。南朝方と考えられる十市新次郎入道（新二郎）が北朝方への段米を抑留している。
新次郎の子とみられる遠康も南朝方にあり、北朝方の興福寺領の荘園を侵害して領主化を進めていったと考えられる。
遠康の後は、遠重、遠栄と続き、遠栄が永享12年（1440年）に自害すると遠栄の子・遠清が跡を継いだ。遠清は、応仁の乱では東軍に属し、応仁の乱終結後の筒井党と越智党の争いでは筒井党に付いたが、筒井党は劣勢となって没落し、遠清も度々牢人となった。十市氏の家督は子の遠相に譲られていたが、遠相は父より早くに死去。遠清は遠相の子・某とともに巻き返しを図ったが、越智方に押され再び没落し、明応4年（1495年）10月に死去する。孫の某も明応6年（1497年）8月に没した。
明応6年（1497年）10月、遠相の子（某の弟）とみられる遠治が十市氏の惣領となる。遠治は筒井党として越智党と戦い、十市氏の知行を回復させていった。永正2年（1505年）2月には、大和国人の間で和睦が成立。翌年より赤沢朝経・長経が大和に侵入してくるとこれと戦うが、遠治ら大和国人は敗北を重ねた。
天文3年（1534年）に遠治が没すると、遠忠が跡を継いだ。遠忠は龍王山城を拠点に、大和に侵入した木沢長政とそれに与する筒井順昭を相手に戦ったが、天文9年（1540年）、興福寺の求めにより和睦した。天文11年（1542年）に長政が死去した後は、十市氏の旧来の支配圏を取り戻したものとみられる。
天文14年（1545年）、遠忠の跡を遠勝が継ぐ。翌天文15年（1546年）、敵対した筒井順昭により龍王山城を奪われたとみられる。永禄2年（1559年）になると、三好長慶家臣・松永久秀が大和に侵攻し、敗れた遠勝は没落した。その後、松永久秀に人質を差し出すも、離反。永禄11年（1568年）には敗れ、再び松永氏に降った。
永禄12年（1569年）に遠勝が没した後は、十市後室（遠勝の妻）とおなへ（遠勝の娘）を擁する松永派と、一族の十市遠長を中心とし筒井順慶に通じようとする筒井派とに家中が分裂する。天正3年（1575年）5月、十市郷は織田信長により三分割され、原田直政（大和守護）・松永氏・十市氏に与えられ、十市分は十市遠長と十市後室とで二分された。同年7月にはおなへと松永久通が婚姻し、十市城にいた遠長は久通による攻撃を受け、河内国へと逃れた。
天正7年（1579年）、布施氏から養子が迎えられ、おなへの婿となり、十市新二郎と名乗った。天正13年（1585年）、筒井定次の転封に従って新二郎も伊賀国へと移った。文禄3年（1594年）、新二郎の10歳の子・藤満が蓮成院に入寺する。慶長13年（1608年）に筒井定次が改易されているが、新二郎の行方についてははっきりとしない。一説では帰農して、上田氏を名乗ったという。

### 系譜
```
十市新次郎入道

　　　┃
　　 
遠康

　　　┃
　　 
遠重

　　　┃
　　 
遠栄

　　　┃
　　 
遠清

　　　┃
　　 
遠相

　　　┣━━━━┓
　　　某　　　 
遠治

　　　　　　　　┃
　　　　　　　 
遠忠

　　　　　　　　┃
　　　　　　　 
遠勝

　　　　　　　　┃
　　　　　　　おなへ┳
新二郎

　　　　　　　　　　┃
　　　　　　　　　 
藤満
```

## 土佐十市氏
土佐国長岡郡十市村（現在の高知県南国市十市）に起源を持つ。土佐国守護代・細川氏の一族という。十市城主。
十市新右衛門は長宗我部元親に仕え、天正14年（1586年）の戸次川の戦いに従軍。大坂の陣の際は、長宗我部盛親に従い、子・縫殿助とともに大坂城に入った。大坂落城後は、新右衛門・縫殿助ともに徳川頼宣に仕え、縫殿助の子・平左衛門は豊後に住んだ。同族とみられる十市惣左衛門は能見松平家に、十市七兵衛長成は藤堂家に仕えている。